# 世界舞蹈日
世界舞蹈日（国际舞蹈日）是4月29日，由联合国教科文组织下的国际舞蹈委员会（CID）推广，1982年国际舞蹈委员会最先提出这日。这个日期是为了纪念现代芭蕾舞之父让-乔治·诺维尔（Jean-Georges Noverre）。

## 舞蹈日宗旨
舞蹈日的核心目标在于提升公众对舞蹈作为一种艺术形式、文化表达和教育工具的关注，尤其是鼓励全球各国政府和教育机构将舞蹈纳入教育体系，确保从小学到高等教育都为舞蹈提供空间。
通过这一节日，国际舞蹈委员不仅希望传播舞蹈的艺术美感，更希望舞蹈能够成为一种人人都能接触到的生活方式，无论年龄、性别、文化背景如何。
尽管舞蹈是人类文化不可缺少的一部分，它不获全球的官方机构重视。CID主席阿基斯·拉夫蒂教授在2003年舞蹈日讯息说：“在全球约二百个国家中，过半数的国家的法律文件（不论有关好还是坏的）没有提及舞蹈。政府的财政预算没有资金来支持这种艺术形式。无论是私人还是公共，都不存在舞蹈教育这回事。”

## 联合国教科文组织总干事致辞
2020年，联合国教科文总干事奥德蕾·阿祖莱女士在国际舞蹈日当天发布致辞，强调舞蹈对全人类的重要性。
2003年时任联合国教科文总干事松浦晃一郎先生，也曾为国际舞蹈日致辞，并在舞蹈日当天授予古巴著名舞蹈家阿莉西亚·阿隆索联合国教科文组织亲善大使一职。
2014年，时任联合国教科文组织博物馆与创意发展部门主任克里斯蒂安·曼哈特也为国际舞蹈日特别致辞。
此外，每年国际舞蹈委员会会在舞蹈日当天公布舞蹈日年度致辞，包括致辞在内的舞蹈日的官方信息，会被翻译成多种语言，以不同方式传递到全球170个国家与地区，超过150,000多名舞蹈专业人士的手中。

## 舞蹈日庆祝活动
舞蹈日当天，国际舞蹈委员会在联合国教科文组织总部举办官方庆祝活动，还在世界范围内的合作城市举办舞蹈日庆祝活动，诸如特别演出、舞蹈之夜，论坛与研讨会、展览、大师课及讲座等。
2006年，与哈萨克斯坦合作在中亚地区共同庆祝国际舞蹈日，中亚三国哈萨克斯坦、吉尔吉斯斯坦、乌兹别克斯坦与俄罗斯的舞蹈业者们齐聚一堂，以演出与比赛的形式纪念这一特殊的时刻。
在2016年和2017年，为纪念的国际舞蹈日，联合国邮政管理局（UNPA）分别发行了主题邮票系列，每套邮票由六枚组成的，其设计采用了连续图案，向全球各种舞蹈形式致敬。其中2016年的邮票由加拿大著名艺术设计师马斯科钦设计，6张代表不同国家的舞蹈形象中，其中一张描绘着女子“罗衣从风”“长袖交横”“轶态横出”“云转飘忽”的中国古代舞蹈的形象，正是源于北京舞蹈学院孙颖教授编创的古典舞蹈作品《踏歌》。
2017年，国际舞蹈委员会与世界粮食计划署（WFP）合作，发起了“跳舞零饥饿”项目，通过舞蹈与教育推广健康饮食，呼吁全球关注饥饿问题。此项目旨在通过舞蹈艺术促进社会的积极变革，并为全球8000万人提供食品援助。
2021年4月29日，中国外文局国际传播文化中心、杜威中国中心、潘基文中心联合在线主办了“友谊从舞蹈中来：舞蹈创造文明交流的新未来”杜威全球对话主题活动。联合国教科文组织国际舞蹈委员会主席阿基斯·拉夫蒂，中国舞蹈家协会主席冯双白，联合国原副秘书长金垣洙，北京舞蹈学院院长郭磊，纽约大学艺术学院舞蹈学术总监帕米拉·彼得罗，中国东方演艺集团总经理高艾，知名舞蹈家黄豆豆发表主题演讲，并与国外青年代表交流。3000多名中外青年通过线上线下等形式收看本次交流活动。

## 国际舞蹈委员会
国际舞蹈委员会（法语：Conseil International de la Danse；英语：International Dance Council，缩写“CID”）于1973年在联合国教科文组织总部成立，是联合国教科文组织在舞蹈领域的专业咨询与政策建议机构，也是联合国教科文组织系统在全球舞蹈领域的官方协作机构，联合国教科文组织《保护非物质文化遗产公约》与《保护和促进文化表现形式多样性公约》授权单位，其常设机构位于法国巴黎联合国教科文组织总部内。
作为支持全球舞蹈发展的主要国际组织之一，被誉为“舞蹈联合国”的国际舞蹈委员会CID，在世界范围内致力于继承和展现舞蹈艺术，是世界各国各种形式舞蹈的官方支持与管理机构，被联合国教科文系统、各国各地区政府及国际机构组织予以认证与支持。
国际舞蹈委员会分支机构与成员遍布全球170多个国家，包含舞蹈、文化与教育领域的联合会、协会、学校、文化艺术机构与舞蹈从业者等。CID的成员包括超过400个组织机构，超过3000名个人成员，其中有众多位优秀舞蹈家、舞蹈编导、舞蹈老师与相关领域的专家学者。
1. ↑  . webarchive.unesco.org.   [2025-03-09].
2. ↑  unesdoc.unesco.org https://unesdoc.unesco.org/ark:/48223/pf0000373319_chi.   [2025-03-09]. 缺少或|title=为空 (帮助)
3. ↑  unesdoc.unesco.org https://unesdoc.unesco.org/ark:/48223/pf0000130203?posInSet=11&queryId=cda97956-cf2f-47ff-ad79-7ab184121d88.   [2025-03-09]. 缺少或|title=为空 (帮助)
4. ↑  unesdoc.unesco.org https://unesdoc.unesco.org/ark:/48223/pf0000230405?posInSet=4&queryId=cda97956-cf2f-47ff-ad79-7ab184121d88.   [2025-03-09]. 缺少或|title=为空 (帮助)
5. ↑  . UNESCO.   [2025-03-09] （英语）.
6. ↑  . idanceclub.cn.   [2025-03-09].
7. ↑  . world.people.com.cn.   [2025-03-09].